# Wallstawe

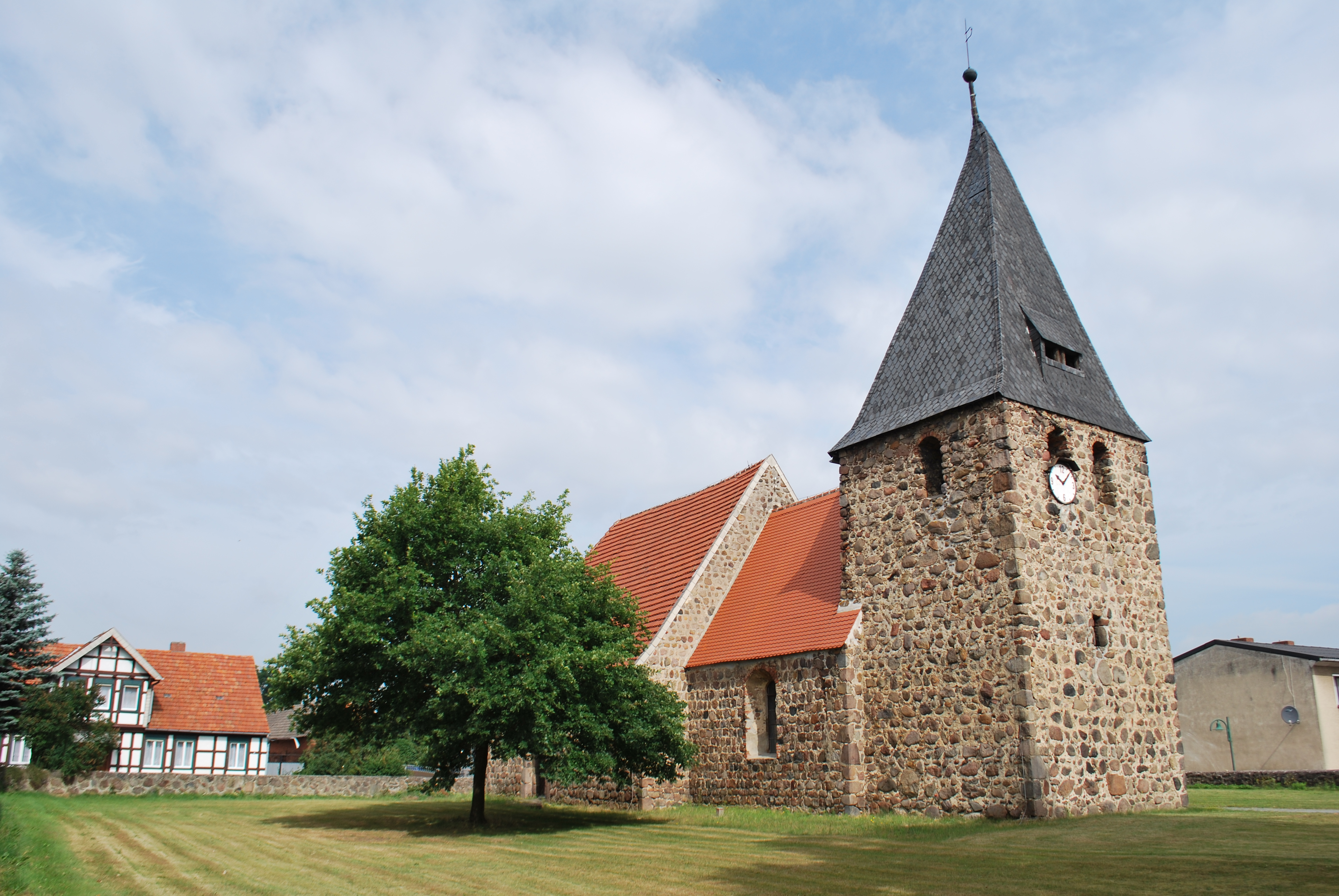
Dorfkirche Wallstawe

Wallstawe ist eine Gemeinde der Verbandsgemeinde Beetzendorf-Diesdorf im Altmarkkreis Salzwedel in Sachsen-Anhalt.

## Geographie

### Lage
Das altmärkische Dorf Wallstawe liegt rund elf Kilometer südwestlich der Kreisstadt Salzwedel an der Beeke, die im Norden des Dorfes in die Salzwedeler Dumme fließt.

### Gemeindegliederung
Zu der am 1. Juli 2009 gegründeten Gemeinde Wallstawe gehören folgende Ortsteile:
| - Deutschhorst - Ellenberg - Gieseritz - Hilmsen | - Nipkendey - Umfelde mit Wohnplatz Risk - Wallstawe - Wiersdorf |

## Geschichte

### Mittelalter bis Neuzeit
Wallstawe hat auf den Urmesstischblatt 1823 die Form eines Straßenangerdorfs mit Kirche, war aber ursprünglich rund gebaut (Rundling).
Im Jahre 1251 wird Bodo de Walstawen in Salzwedel erwähnt.
Die erste urkundliche Erwähnung von Wallstawe stammt aus dem Jahre 1306, als Burchard von Wallstawe in walstawe seine Schenkung an das Kloster Diesdorf beurkundet. Das Adelsgeschlecht von Wallstawe wohnte bis ins 14. Jahrhundert in Wallstawe.
Im Landbuch der Mark Brandenburg von 1375 wird der Ort als Valstove und als Walstove aufgeführt. Später ging der gesamte Besitz der von Wallstawe an die von der Schulenburg zu Beetzendorf und Apenburg über.
Die Landeshoheit lag zunächst beim Markgrafen von Brandenburg, vor 1402 teilweise bzw. später ganz und bis 1692 beim Herzog von Braunschweig-Lüneburg. Im Jahre 1687 hieß es: „Ist nicht märkisch, auch nicht lüneburgisch, steht im Streit, wird dahero mit keiner Kontribution belegt, sind also freie Leute.“
Mit dem Vertrag von Wallstawe von 1692 kam Wallstawe als ehemalige lüneburgische Exklave im Kurfürstentum Brandenburg an Brandenburg.
1823 wurde das Dorf durch einen großen Brand verwüstet.
Noch in der Mitte des 20. Jahrhunderts waren zwei Mühlen an der Beeke in den Mühlenwiesen nördlich des Dorfes auf dem Messtischblatt verzeichnet, eine Wassermühle am Nordende des Dorfes (Wallstawer Mühle) und eine Windmühle weiter im Norden.
Im Jahre 1954 entstand die erste Landwirtschaftliche Produktionsgenossenschaft vom Typ III, die LPG „IV. Parteitag“.

### Burgwälle
Paul Grimm führte 1958 sechs Burgwälle bei Wallstawe auf:
- Die „Niebitzburg“, auch „Nieberburg“ genannt, ist ein stark eingepflügter prähistorischer Burgwall von etwa 100 Meter Durchmesser. Er liegt auf dem westlichsten Teil der Feldmark von Wallstawe, auf dem rechten Ufer des Molmker Baches.[12][2]
- Unmittelbar westlich vor dem Dorf Wallstawe liegt ein kleines Ackerstück, die „Willerburg“ genannt… Der Name kommt urkundlich nicht vor. In Wallstawe hat im Mittelalter eine Burg gelegen, der Stammsitz der von 1351 bis in den Anfang des 15. Jahrhunderts blühenden altmärkischen Ritterfamilie von Walstawe. Aber es ist nicht nachweisbar, ob die Willerburg die Stätte dieser Ritterburg ist.[13]
- Am Ostende der Beekeaue im Nordwestteil des Dorfes lag nach örtlicher Tradition der Stammsitz der Familie von Wallstawe, die „Burg Wallstawe“.
- Am westlichen Ufer der Beeke gegenüber der Dorflage lagen die Ruinen der „Burg Knesebeck“, ein 1823 noch als deutliche Erhöhung gezeichneter Burghügel.

### Herkunft des Ortsnamens
Jürgen Udolph deutet den Ortsnamen als Zusammensetzung aus dem altsächsischen Wort „wallan“ oder dem mittelniederdeutschen Worten „wallen, sprudeln, wogen, quellen“ und „Stau“ im Sinne von „Stauung des Wassers“. Heinrich Sültmann deutet den Namen als „Flußstau“ zum Fischfang.

### Eingemeindungen
Wallstawe gehörte ursprünglich zum Salzwedelischen Kreis der Mark Brandenburg in der Altmark. Von 1807 bis 1813 lag es im Stadtkanton Salzwedel auf dem Territorium des napoleonischen Königreichs Westphalen. Nach weiteren Änderungen kam es 1816 in den Kreis Salzwedel, den späteren Landkreis Salzwedel im Regierungsbezirk Magdeburg in der Provinz Sachsen in Preußen.
Die Gemeinde Wallstawe wurde am 25. Juli 1952 in den Kreis Salzwedel umgegliedert. Am 1. Juli 1994 kam sie zum Altmarkkreis Salzwedel. Durch einen Gebietsänderungsvertrag beschlossen die Gemeinderäte der Gemeinden Gieseritz (am 18. November 2008), Wallstawe (am 19. November 2008) und Ellenberg (am 20. November 2008), dass ihre Gemeinden aufgelöst und zu einer neuen Gemeinde mit dem Namen Wallstawe vereinigt werden. Dieser Vertrag wurde vom Landkreis als unterer Kommunalaufsichtsbehörde genehmigt und trat am 1. Juli 2009 in Kraft.

### Einwohnerentwicklung

#### Gemeinde
| Jahr | Einwohner |
| ---- | --------- |
| 1734 | 199       |
| 1774 | 398       |
| 1789 | 272       |
| 1798 | 263       |
| 1801 | 264       |
| 1818 | 232       |

| Jahr | Einwohner |
| ---- | --------- |
| 1840 | 483       |
| 1864 | 513       |
| 1871 | 543       |
| 1885 | 541       |
| 1895 | 567       |
| 1905 | 555       |

| Jahr | Einwohner |
| ---- | --------- |
| 1925 | 625       |
| 1939 | 613       |
| 1946 | 891       |
| 1964 | 571       |
| 1971 | 567       |
| 1981 | 544       |

| Jahr | Einwohner |
| ---- | --------- |
| 1993 | 501       |
| 2006 | 462       |

Quelle, wenn nicht angegeben, bis 2006:

#### Ortsteil
| Jahr | Einwohner |
| ---- | --------- |
| 2015 | [0]377    |
| 2018 | [0]392    |
| 2020 | [0]395    |
| 2021 | [0]392    |
| 2022 | [0]383    |
| 2023 | [0]382    |

## Religion
Die evangelische Kirchengemeinde Wallstawe gehörte früher zur Pfarrei Wallstawe. Im Jahre 1978 wurde aus den Kirchengemeinden Wallstawe, Gieseritz, Groß Wieblitz, Hilmsen, Peckensen und Tylsen das Kirchspiel Wallstawe gebildet, das heute betreut wird vom Pfarrbereich Diesdorf im Kirchenkreis Salzwedel im Bischofssprengel Magdeburg der Evangelischen Kirche in Mitteldeutschland.

## Politik

### Gemeinderat
Von den zehn Gemeinderäten werden seit der Gemeinderatswahl am 26. Mai 2019 neun von Wählergruppen eingenommen (Stimmenanteil 91,0 %), einer von Bündnis 90/Die Grünen (9,0 %).

### Bürgermeister
Am 13. Dezember 2020 wurde Ralph Jürges mit 333 Stimmen zum Bürgermeister gewählt. Sein Mitbewerber erhielt 56 Stimmen. Die Wahlbeteiligung lag bei 52,4 Prozent.

### Wappen
Das Wappen wurde vom Heraldiker Uwe Reipert gestaltet.

## Kultur und Sehenswürdigkeiten
- Die evangelische Dorfkirche in Wallstawe ist ein spätromanischer Feldsteinbau aus dem 13. Jahrhundert und eine der Sieben verkehrten Kirchen der Altmark.[27] 1328 wird ein Altar in honorem dei et Beate Katherine in Ecclesia Walstoue[28] (ein Altar zu Ehren der heiligen Katharina in der Kirche Wallstawe) genannt. Im Jahre 1350 wird die St. Catharinen Kirche in Wallstawe erwähnt.[29] 1341 wird ein Altar Johannis des Täufers genannt. Der hölzernen Kanzelaltar mit seitlichen Durchgängen und zierlichen ornamentalen Schnitzereien stammt aus dem Jahr 1735. 1895 wurde eine Orgel eingebaut.
- Etwa ein Kilometer östlich des Dorfes liegt der Friedhof.
- In Wallstawe steht ein Denkmal für die Gefallenen des Ersten und Zweiten Weltkrieges, ein Obelisk mit Lorbeerkranz und Kreuz.[30]

### Vereine
- Förderverein der Freiwilligen Feuerwehr Wallstawe e. V.
- Jagdhornbläsergruppe Wallstawe
- Schützenverein Wallstawe 1870 e. V.
- Sportgemeinschaft Wallstawe e. V.

## Persönlichkeiten
- Konrad-Oskar Heinrichs (1890–1944), deutscher General, in Wallstawe geboren